# ジェイミー・ゴメス
ジェイミー・ゴメス（1965年8月31日- ）は、ロサンジェルス出身のアメリカの俳優。映画監督、映画プロデューサー、脚本家。『刑事ナッシュ・ブリッジス』でエバン・コルテス刑事を演じたことで有名。1998年および1999年にALMA賞にノミネートされている。
『犯罪捜査官ネイビーファイル』、『チャームド 魔女3姉妹』、『ミディアム 霊能者アリソン・デュボア』、『名探偵モンク』などにゲスト出演している。

## フィルモグラフィ
- 刑事ナッシュ・ブリッジス
- クリムゾン・タイド
- トレーニング デイ